# David Acevedo
David Acevedo (Santa Fé, 20 de fevereiro de 1937) é um ex-futebolista argentino que competiu na Copa do Mundo de 1958.